# Hyperolius semidiscus
Hyperolius semidiscus es una especie de anfibios de la familia Hyperoliidae.
Habita en Sudáfrica, Suazilandia y posiblemente Mozambique.
Su hábitat natural incluye sabanas secas, sabanas húmedas, zonas de arbustos de clima templado, ríos, pantanos, lagos de agua dulce, lagos temporales de agua dulce, marismas de agua dulce y corrientes intermitentes de agua dulce.
Está amenazada de extinción por la pérdida de su hábitat natural.